# 방송개혁시민연대
방송개혁시민연대는 뉴라이트전국연합 출신 등의 출신의 보수적 인사들이 주축이 되어 결성한 언론 시민단체이다. 2009년 5월 14일 프레스 센터에서 출범식을 열고 공식활동에 들어갔다. 이날 출범식에서 "방송장악 10년 충격보고서"라는 출판보고회가 같이 열렸으며, 전 MBC 아나운서 조규상 부장이 사회를 맡았다. 방송개혁시민연대는 MBC비리공개 기자회견과 왜곡방송 실체 공개, 바른 방송을 지키기 위한 범시민 운동을 활동 목표로 삼았다.

## 조직
- 대표
  - 김강원

## 발기인

### 단체발기인
- MBC 공정방송노동조합(위원장 정수채)

### 개인발기인
- 김강원 (방송개혁시민연대 대표)
- 구자육 (전 청와대 영상담당행정관, 동아TV 국장)
- 장한성 (전 KBS TV본부장)
- 마재인 (전 KBS 촬영감독)
- 김재현 (전 KBS 드라마제작부장)
- 김삼일 (전 대구 KBS 취재부장)
- 서복석 (전 KBS 공주방송국 방송부장)
- 이석희 (전 KBS 보도국장)
- 이재호 (전 KBS 기술감독)
- 최규열 (전 KBS 포항방송국장)
- 정창기 (전 KBS 정책연구실장)
- 정지도 (전 MBC 프로덕션 부장)
- 김태주 (전 울산 MBC 경영국장)
- 조규상 (전 울산 MBC 아나운서부장)
- 정대숙 (전 제주 MBC 편성국장)
- 최두식 (전 삼척 MBC 보도제작국장)
- 우국제 (전 SBS프로덕션 이사)
- 김진태 (전 파이낸셜뉴스 상무)
- 석송 (전 CBS 제작부장)
- 이창준 (전 방송위원회 차장)
- 최윤길 (전 평화방송 TV 편성부장)
- 김성연 (전 평화방송 제작부장)

## 관련 조직
- 방송제작사협회

2009년 9월 4일 방송제작사들의 네트워크 구성을 목표로 방송개혁시민연대 주도로 결성되었으며, 올리브나인(차호근 부사장), 초록뱀 미디어(대표 김경진), 서울무비웍스(대표 최건호), D초코렛(최종욱 이사), K PLUS(대표 고은경), 빅브라더스 엔터테인먼트(대표 양기승)  6개 방송제작사가 참여해 발기인을 구성하였다. 초대협회장은 올리브나인의 차호근 부사장이 맡았다.

## 행적
2010년 4월28일 MBC파업과 관련해 MBC노조, MBC비정규직 노조, 언론노조 등을 사기 및 배임, 변호사법 위반, 공무집행방해, 공금횡령, 업무방해, 근로기준법  위반 등으로 검찰에 고발하였다.

## 도서
- 좌파정권 10년 방송장악 충격보고서
- 붉은 수선화 (최도영 저)
- 좌파정권 10년 방송은 이런 짓들을 했다. (최도영, 김강원 공저)

## 영화/드라마
- 연평해전

2009년 10월 29일 용산전쟁기념관에서 제작발표회 개최
- 전우

## 같이 보기
- 공정언론시민연대